# القمة الخليجية 2001 (مسقط)
قمة مجلس التعاون الخليجي 2001 أو ، القمة الخليجية 22  عقدت القمة يوم الأثنين 31 ديسمبر 2001 في مدينة مسقط عاصمة سلطنة عمان برئاسة صاحب الجلالة السلطان قابوس بن سعيد ال سعيد سلطان عمان. 
ناقشت القمة العديد من القضايا السياسية والاقتصادية والأمنية المتعلقة بمسيرة دول مجلس التعاون، بالإضافة إلى العديد من التداعيات والتحديات التي فرضتها أحداث 11 سبتمبر، والتطورات التي نجمت عنها، كما ناقشت الوضع في الشرق الأوسط وتدهور الأوضاع بسبب ممارسة شارون العدائية ضد قيادة وشعب فلسطين، كما تناولت القمة قضية الجزر الإماراتية الثلاث التي تحتلها إيران. في شأن المواضيع الاقتصادية بحث القادة مشروع الاتفاق الاقتصادي الجديد الذي سيتم إقراره بدلًا من الاتفاق الاقتصادي الذي سبق العمل به في بداية قيام المجلس.

## المشاركين

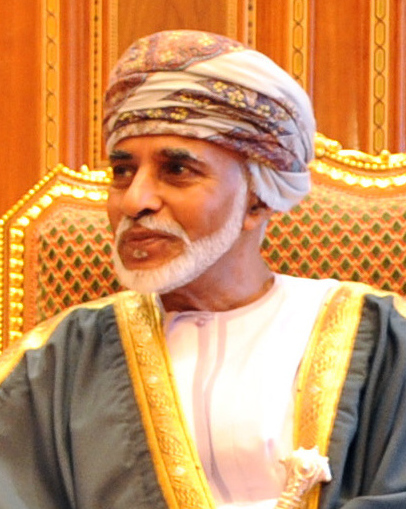
عُمان صاحب الجلالة السلطان قابوس بن سعيد آل سعيد سلطان عمان (رئيس الإجتماع)
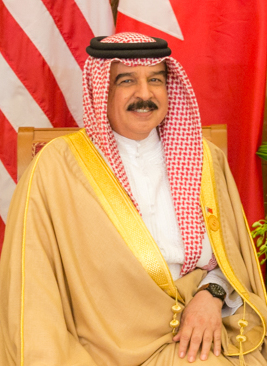
البحرين صاحب الجلالة الملك حمد بن عيسى آل خليفة ملك مملكة البحرين
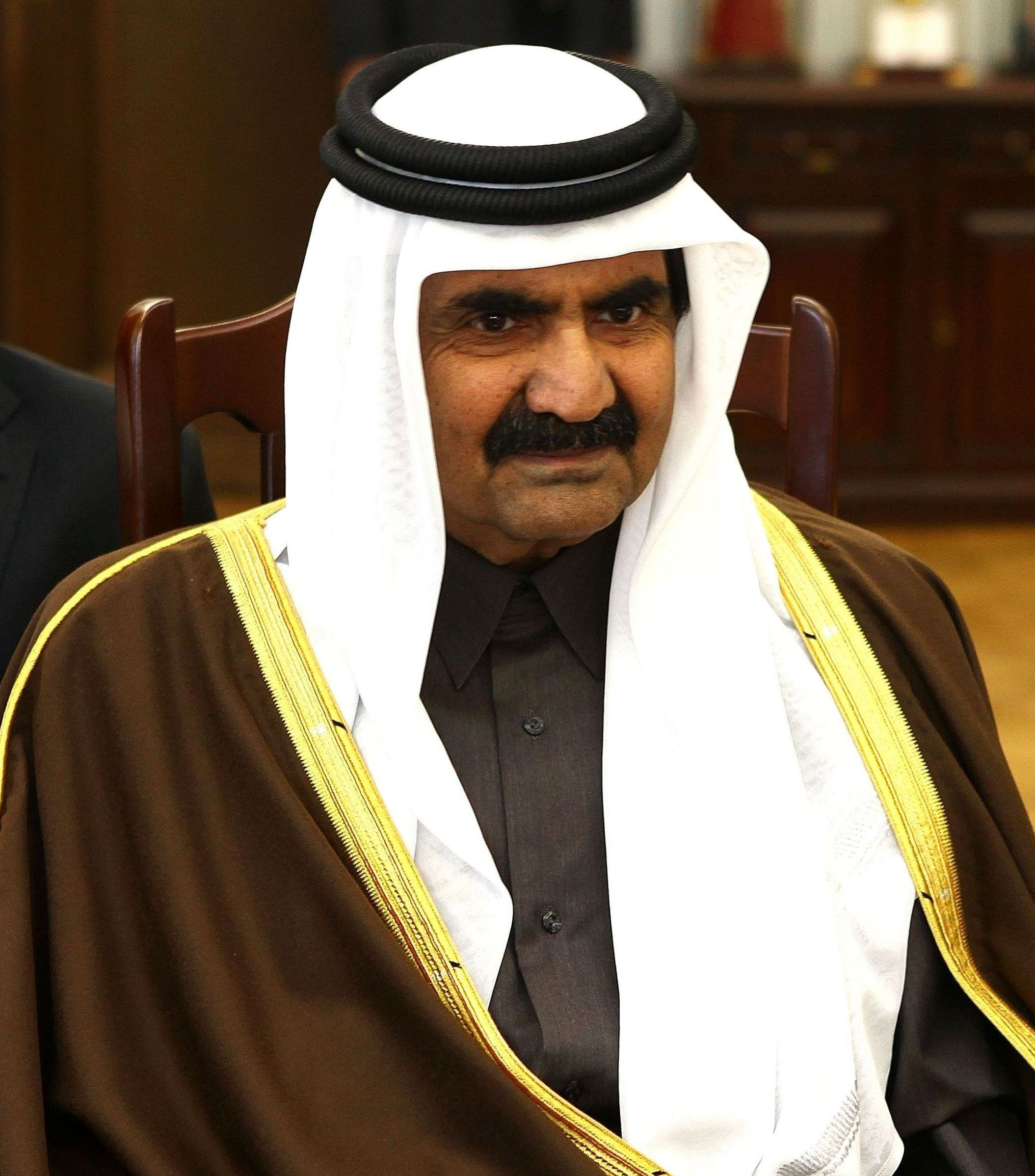
قطر صاحب السمو الشيخ حمد بن خليفة آل ثاني أمير دولة قطر
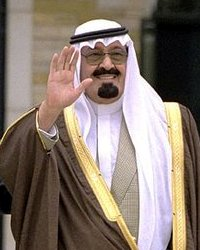
السعودية صاحب السمو الملكي الأمير عبدالله بن عبدالعزيز آل سعود ولي العهد نائب رئيس مجلس الوزراء رئيس الحرس الوطني
الإمارات العربية المتحدة صاحب السمو الشيخ مكتوم بن راشد آل مكتوم نائب رئيس الدولة رئيس مجلس الوزراء حاكم دبي
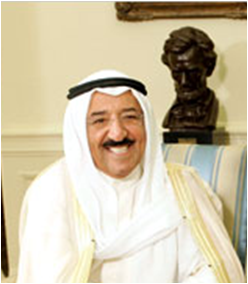
الكويت معالي الشيخ صباح الأحمد الجابر الصباح النائب الأول لرئيس مجلس الوزراء وزير الخارجية
مجلس التعاون الخليجي معالي الشيخ جميل بن إبراهيم الحجيلان أمين عام مجلس التعاون لدول الخليج العربية